# Apistogramma acrensis
Apistogramma acrensis är en fiskart som beskrevs av Wolfgang Staeck 2003. Apistogramma acrensis ingår i släktet Apistogramma och familjen Cichlidae. Inga underarter finns listade i Catalogue of Life.